# Wolzek
Wolzek var, enligt Rudolf Höss, namnet på ett av Nazitysklands förintelseläger. 

## Höss vittnesmål
Höss, som 1940–1943 var kommendant i Auschwitz, greps i mars 1946 och fördes till Nürnberg, där han kallades som vittne i Nürnbergprocessen. Den 15 april 1946 kallade Ernst Kaltenbrunners försvarsadvokat Kurt Kauffmann in vittnet Höss. Efter att ha förhörts av Kauffmann utfrågades Höss även av överste John Amen från åklagarsidan. Amen åberopade ett skriftligt dokument från ett tidigare förhör med Höss. Det är i detta skriftliga dokument som namnet "Wolzek" förekommer. Amen läste upp delar ur detta dokument inför sittande rätt, bland annat följande:
| ” | Den 'slutgiltiga lösningen' av den judiska frågan innebar en fullständig utrotning av Europas judar. Jag blev beordrad att uppföra förintelseanläggningar i Auschwitz i juni 1941. Vid denna tid fanns det i Generalguvernementet redan tre förintelseläger: Belzek, Treblinka och Wolzek. | „ |

I det citerade dokumentet uppger Höss att det i Generalguvernementet i juni 1941 existerade tre förintelseläger. Denna uppgift är inkorrekt, då Generalguvernementets första förintelseläger, Bełżec, började uppföras i november 1941 och togs i bruk i mars 1942. I Generalguvernementet kom det med tiden att finnas ytterligare tre förintelseläger. I det förutvarande arbets- och koncentrationslägret Majdanek uppfördes en förintelseanläggning i april 1942. Samma månad inleddes förintelseapparaten i Sobibór och i Treblinka i juli, tre månader senare.
Lägret "Wolzek" har aldrig återfunnits, vilket har föranlett förintelseförnekare att betvivla Höss vittnesmål. "Wolzek" har av somliga ansetts vara identiskt med Sobibór. Höss uppges i förhör före rättegången ha talat om att lägret låg 40 kilometer i riktning mot Kulm ... förbi Kulm i ostlig riktning. Det hävdas att man, när man åkte tåg från Kulm till Sobibór, färdades fyrtio kilometer, och Sobibór låg nordost om Chełm (tyska Kulm).
Enligt forskare är det plausibelt att Höss med "Wolzek" syftade på byn Wołczyny (även benämnd Wołczyn), belägen i lägret Sobibórs omedelbara närhet.